# 베로나 오페라 축제
베로나 오페라 축제는 베르디 탄생 100주년인 1913년부터 시작된 이탈리아 베로나에서 열리는 축제로, 매년 대략 6월 말에서 8월 말인 여름철, 아레나 원형경기장에서 오페라를 상연한다. 이탈리아의 대표적인 오페라 작곡가인 베르디와 푸치니의 작품이 주로 공연된다.